# Gabourey Sidibe

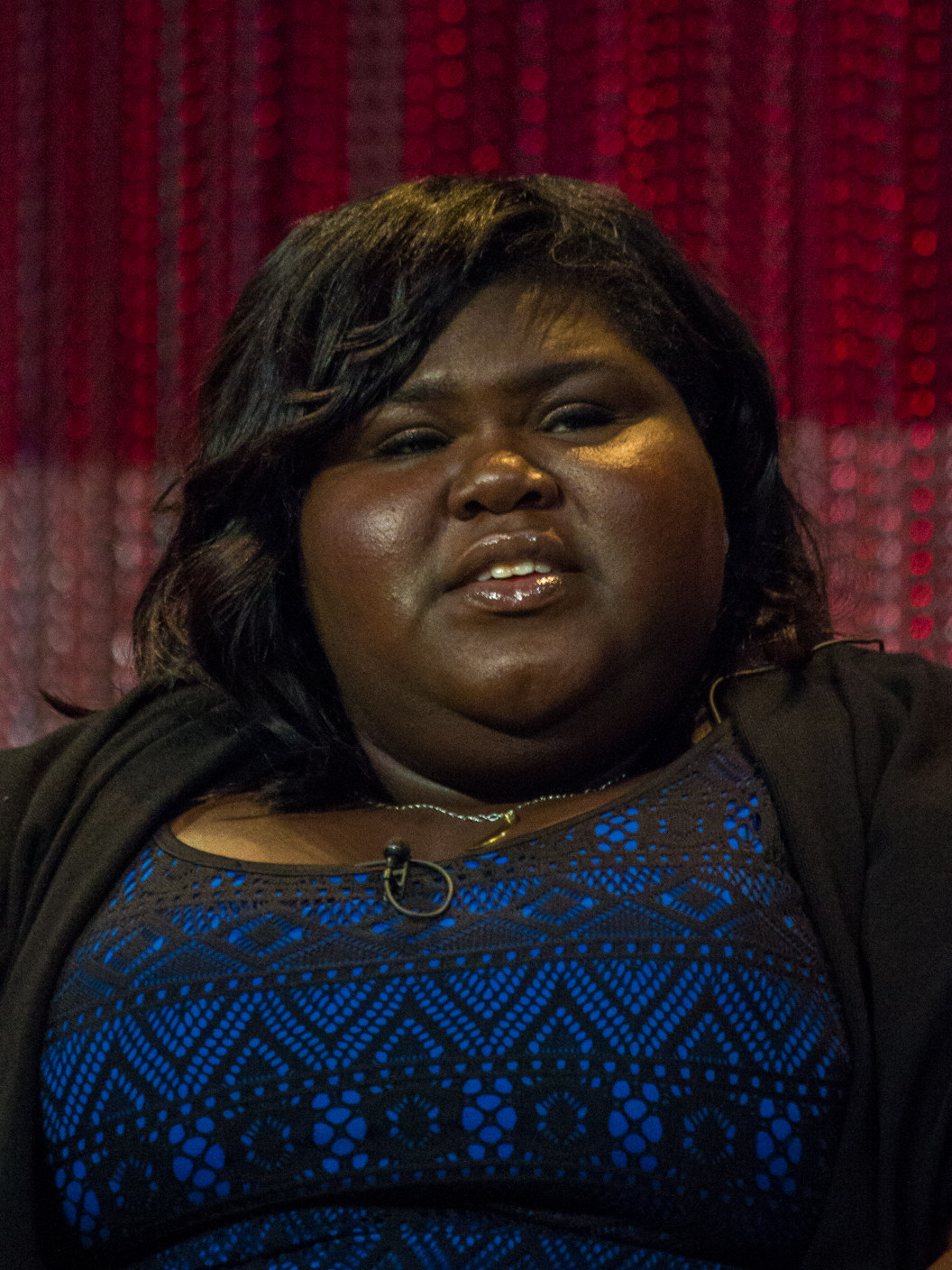
Gabourey Sidibe (2014)

Gabourey „Gabby“ Sidibe (IPA: [ˈɡæbʉrˌeɪ ˈsɪdiˌbeɪ]; * 6. Mai 1983 in Brooklyn, New York City) ist eine US-amerikanische Schauspielerin. Bekanntheit erlangte sie durch ihre erste Filmrolle in Lee Daniels’ Spielfilm Precious – Das Leben ist kostbar (2009), für den sie unter anderem eine Oscar-Nominierung erhielt.

## Biografie
Gabourey Sidibe wuchs als Tochter der R&B- und Gospelsängerin Alice Tan Ridley, einer früheren Sonderschullehrerin, im New Yorker Stadtviertel Harlem auf. Ihr Vater war ein aus dem Senegal stammender Taxifahrer. Sidibes Eltern trennten sich, als sie noch jung war. Sie hat einen Bruder. Von Kindheit an wurde sie aufgrund ihres Übergewichts und des senegalesischen Vornamens gehänselt. Schon im Alter von elf Jahren begann Sidibe auf Druck von Familie und Freunden eine Diät, die sie jedoch nicht durchhielt. Erst auf der Junior High School begann sie sich laut eigenen Angaben zu akzeptieren, was mit der Verkürzung ihres Vornamens einherging. „Ich war mürrisch, wie ein kleines Koboldkind, aber als ich meinen Namen in Gabby änderte, bekam ich eine neue Persönlichkeit, was bizarr ist, aber es entwickelte sich so …“, so Sidibe.
Sidibe besuchte das Borough of Manhattan Community College, das City College of New York und das Mercy College. Wie ihre Mutter übte sie sich im Gesang und wirkte in mehreren Theateraufführungen am New Yorker Lehman College mit, wo ein Freund Theaterwissenschaft studierte. Ab dem Herbst 2007 verdiente sich Sidibe ihren Lebensunterhalt in einem Callcenter und plante, Psychologie zu studieren.
In der ersten Woche am College besuchte Sidibe das Casting zu Lee Daniels’ Spielfilm Precious, auf das sie ihre Mutter (anderen Angaben zufolge ein Bekannter am Lehman College) aufmerksam gemacht hatte. Das Gesellschaftsdrama ist eine Verfilmung des Romans Push der afroamerikanischen Schriftstellerin Sapphire. Es erzählt die Geschichte eines 16-jährigen, fettleibigen Mädchens aus dem Schwarzenviertel Harlem, das vom eigenen Vater vergewaltigt und von der Mutter misshandelt wird. Um das Elend hinter sich zu lassen, bemüht sie sich, ihren Analphabetismus zu überwinden. Obwohl Sidibe über keine professionelle Schauspielausbildung verfügte, erhielt sie die Titelrolle in Daniels’ Film, der von der Talkshow-Moderatorin Oprah Winfrey mitproduziert wurde. „Es war wirklich Montag, Dienstag, Mittwoch, Filmstar“, so Sidibe, die ohne Erwartungen zum Vorsprechen gekommen war. Regisseur Lee Daniels sollte die Laiendarstellerin später für ihre Klugheit loben.
Precious feierte seine Premiere Mitte Januar 2009 auf dem Sundance Film Festival, wo der Film mit mehreren Preisen ausgezeichnet wurde und Lob seitens der Kritiker erhielt. Als am wenigsten bekanntes Mitglied eines ungewöhnlichen Schauspielensembles um Paula Patton, Mo’Nique, Mariah Carey und Lenny Kravitz sei Sidibe der Leim, der es zusammenhalte, so die New York Times, während andere Kritiker ihr nuanciertes und tiefsympathisches Porträt einer nahezu vollständig inaktiven Figur mit Billy Bob Thorntons Oscar-nominierter Paraderolle in Sling Blade – Auf Messers Schneide (1996) verglichen.
Ende 2009 wurde Sidibe für ihr Spielfilmdebüt unter anderem der Nachwuchsdarsteller-Preis des National Board of Review zugesprochen. 2010 folgten der Independent Spirit Award sowie eine Oscar- und Golden-Globe-Nominierung als Beste Hauptdarstellerin. Popularität brachte der 168 Kilogramm schweren Laiendarstellerin auch ihre zahlreichen Auftritte in US-amerikanischen Talkshows ein, wo sie sich entgegen ihrer Paraderolle als selbstbewusst, klug und schlagfertig präsentierte. „Ich habe gelernt, mich selbst zu lieben, weil ich mit mir selbst jede Nacht schlafen gehe und mit mir selbst jeden Morgen aufwache, und wenn ich mich selbst nicht mögen würde, gäbe es eben keinen Grund dieses Leben zu leben. Ich bin damit zufrieden …“, so Sidibe. Selbst bekräftigte sie aber auch Parallelen zu ihrer Filmfigur. „Ich kenne dieses Mädchen, ich habe es in so vielen verschiedenen Menschen wiedererkannt. Daher kam sie mir wirklich, wirklich bekannt vor. Sie war keine […] eingetrichterte Hollywood-Figur, sie ist eine wahre Person.“
Nach dem Erfolg ihrer ersten Filmrolle erschien Sidibe als rebellierende und böswillige Schülerin in Victoria Mahoneys Independentfilm Yelling To The Sky (2011). Ein weiteres Engagement erhielt sie für Bill Condons Fernsehserie The Big C (2010).

## Filmografie (Auswahl)
- 2009: Precious – Das Leben ist kostbar (Precious)
- 2010–2013: The Big C (Fernsehserie, 30 Folgen)
- 2011: Glenn Martin DDS (Fernsehserie, Folge 2x24 Date with Destiny, Stimme für Keisha)
- 2011: American Dad (American Dad!, Fernsehserie, Folge 8x01 Hot Water, Stimme für Party Girl)
- 2011: Yelling To The Sky
- 2011: Aushilfsgangster (Tower Heist)
- 2012: 7 Psychos (Seven Psychopaths)
- 2013–2014, 2016, 2018: American Horror Story (Fernsehserie, 18 Folgen)
- 2014: Wie ein weißer Vogel im Schneesturm (White Bird in a Blizzard)
- 2014: Gravy
- 2014: Life Partners
- 2015–2020: Empire (Fernsehserie, 88 Folgen)
- 2015–2017: Difficult People (Fernsehserie, 12 Folgen)
- 2016: Der Spion und sein Bruder (Grimsby)
- 2016: Brad Neely’s Harg Nallin’ Sclopio Peepio (Fernsehserie, 10 Folgen, Stimme)
- 2016: Drunk History (Fernsehserie, Folge 4x02)
- 2017: BoJack Horseman (Fernsehserie, Folge 4x02, Stimme)
- 2019: Come As You Are – Roadtrip ins Leben
- 2020: Antebellum
- 2022: American Horror Stories (Fernsehserie, Folge 2x02)

## Auszeichnungen und Nominierungen

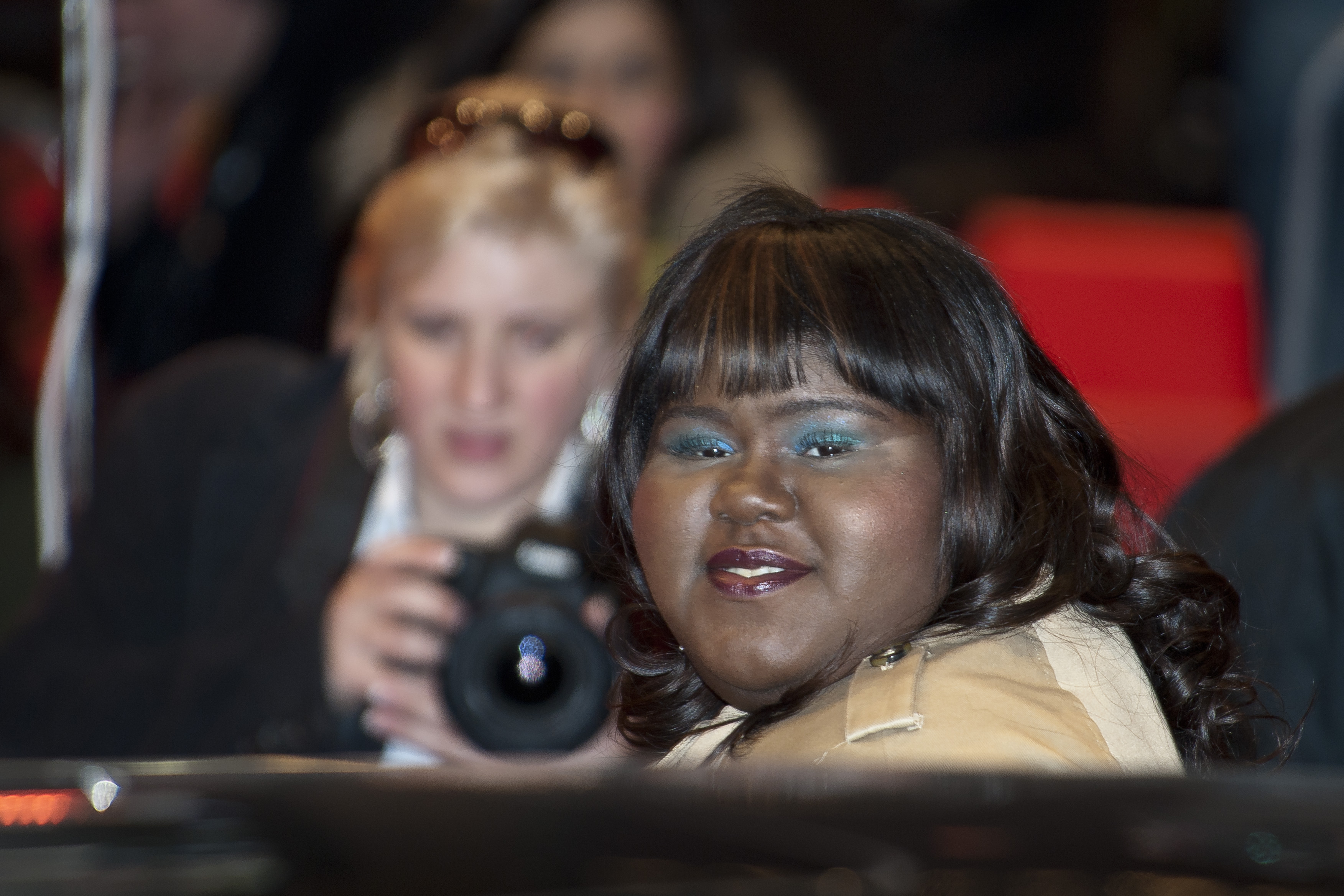
Sidibe bei der Premiere ihres Films Yelling To The Sky auf der Berlinale 2011

### Oscar
- 2010: Nominierung als Beste Hauptdarstellerin für Precious – Das Leben ist kostbar

### British Academy Film Award
- 2010: Nominierung als Beste Hauptdarstellerin für Precious – Das Leben ist kostbar

### Golden Globe Award
- 2010: Nominierung als Beste Hauptdarstellerin – Drama für Precious – Das Leben ist kostbar

### Critics’ Choice Movie Award
- 2010: Nominierung als Beste Hauptdarstellerin für Precious – Das Leben ist kostbar
- 2010: Nominierung als Bestes Schauspielensemble für Precious – Das Leben ist kostbar

### Screen Actors Guild Award
- 2010: Nominierung als Beste Hauptdarstellerin für Precious – Das Leben ist kostbar
- 2010: Nominierung als Bestes Schauspielensemble für Precious – Das Leben ist kostbar

### Weitere
Black Reel Award
- 2010: Beste Hauptdarstellerin, Beste Nachwuchsdarstellerin und Bestes Schauspielensemble für Precious

Boston Society of Film Critics Award
- 2009: Bestes Schauspielensemble für Precious (gemeinsam mit unter anderem Mo’Nique und Paula Patton)

Chicago Film Critics Association
- 2009: nominiert in den Kategorien Beste Hauptdarstellerin und Beste Nachwuchsdarstellerin für Precious

Chicago International Film Festival
- 2009: Beste Nachwuchsdarstellerin für Precious

Chlotrudis Awards
- 2010: nominiert als Beste Hauptdarstellerin für Precious

Detroit Film Critics Society Award
- 2009: Beste Hauptdarstellerin für Precious

Florida Film Critics Circle Award
- 2009: Beste Hauptdarstellerin und Beste Nachwuchsdarstellerin für Precious

Independent Spirit Awards
- 2010: Beste Hauptdarstellerin für Precious

Las Vegas Film Critics Society Award
- 2009: Beste Hauptdarstellerin für Precious

National Board of Review
- 2009: Beste Nachwuchsdarstellerin für Precious

Online Film Critics Society Awards
- 2010: nominiert als Beste Hauptdarstellerin für Precious

Phoenix Film Critics Society
- 2009: Beste Nachwuchsdarstellerin für Precious

Santa Barbara International Film Festival
- 2010: Virtuoso Award für Precious

Satellite Awards
- 2009: Outstanding New Talent für Precious

Washington DC Area Film Critics Association Awards
- 2009: Beste Nachwuchsdarstellerin und nominiert in den Kategorien Beste Hauptdarstellerin und Bestes Schauspielensemble für Precious